# Gary Stich
Gary Stich (Louisville, 10 luglio 1955) è un ex cestista e allenatore di pallacanestro statunitense.

## Palmarès

### Club
- NCAA II National Champions: 1

University of Tennessee at Chattanooga: 1977
- Campionato finlandese: 1

ToPo Helsinki: 1977-78

### Individuali
- The University of Tennessee at Chattanooga Athletics Hall of Fame 2009
- Trinity High School Hall of Fame 2011
- Greater Chattanooga Sports Hall of Fame 2016